# AC Lichtenfels
Der Athleten-Club Lichtenfels ist ein 1921 gegründeter Ringerverein aus dem oberfränkischen Lichtenfels. Im Januar 2021 verkündete der Verein, dass seine Mannschaften nunmehr unter dem Namen Eagles Lichtenfels antreten. Einer der bekanntesten Ringer des AC Lichtenfels war Horst Bergmann, der zwei deutsche Meisterschaften erringen konnte und bei den Olympischen Spielen 1960 teilnahm.

## Historie
Der 1. Athleten-Club Lichtenfels wurde am 5. November 1921 in den Lichtenfelser Bürgerbräu Gaststätten gegründet. Nach dem Zweiten Weltkrieg war er der erste Verein der Stadt Lichtenfels, der seine sportlichen Tätigkeiten wiederaufnahm, nachdem die Vereinsutensilien nach langen Verhandlungen mit der US-amerikanischen Besatzungsmacht zurückerlangt wurden. In den darauf folgenden Jahren konnte der Verein bereits erste Erfolge erzielen. Nach dem Aufstieg in die Bayernliga im Jahr 1953 wurde in den Jahren 1959, 1960 sowie 1961 der Titel des 2. Bayerischen Mannschaftsmeisters erreicht.
Nach dem sowohl die Anzahl der Athleten, als auch das sportliche Niveau, neue und größere Trainingsmöglichkeiten erforderten, wurde 1968 eine neue Sporthalle erbaut. Die neuen Trainingsmöglichkeiten wirkten sich bald auf die sportlichen Ergebnisse des Vereins aus, sodass der AC Lichtenfels 1978 in die 2. Bundesliga aufstieg. Die Klasse konnte ohne zusätzliche Verstärkungen jedoch nicht gehalten werden, sodass der Verein lediglich eine Saison in der 2. Bundesliga verblieb. Nach der Vizemeisterschaft in der Bayernliga Nord 1979 gelang der Aufstieg in die neu gegründete Bayerische Oberliga, die sich aus Vereinen der 2. Bundesliga und der Bayernliga Nord und Süd zusammensetzte. Nachdem die Vizemeisterschaft 1984 erreicht wurde, gelang es 1987 und 1988 die Meisterschaft der bayerischen Oberliga zu erringen. Obwohl in den Aufstiegskämpfen vor jeweils ca. 1400 Zuschauern gegen Winzeln-Schramberg 1988 (14:24 bzw. 11:28) und die KG Ebersbach-Faurndau 1989 (16:23 bzw. 20:16) im direkten Vergleich unterlegen, stieg der AC Lichtenfels 1989 dennoch in die 2. Bundesliga Süd auf. Ohne Verstärkung konnte jedoch, wie bereits 1978, der Klassenerhalt nicht geschafft werden.
Nach mehreren Vizemeisterschaften in den darauf folgenden Jahren, hatte der AC Lichtenfels 2001 die Chance in die 2. Bundesliga Süd aufzusteigen, da der ATSV Kelheim seine dort teilnehmende Mannschaft zurückzog. Durch einen knappen Sieg gegen RG Lahr, konnte der Verein diese Chance nutzen und stieg in die 2. Bundesliga Süd auf. Aufgrund von Versäumnissen im Transferbereich sowie einigen verletzten Leistungsträgern gelang der Klassenerhalt in der zweithöchsten Ringer-Bundesliga erneut nicht. In der darauf folgenden Saison in der Bayerischen Oberliga, in der der AC Lichtenfels lediglich einen Mannschaftskampf verlor, gelang es dem Verein erneut in die 2. Bundesliga Süd auf zu steigen. 2004 erreichte der Verein, nachdem er zwischenzeitlich auf Tabellenplatz ein stand, den sechsten Platz der Liga. Diese Leistung konnte im Folgejahr mit dem dritten Tabellenplatz sogar noch übertroffen werden. 2006 wird der ACL Vizemeister in der 2. Bundesliga Südost und scheitert im Aufstiegskampf gegen den SV Johannis 07 Nürnberg. 2007 jedoch, gewann der Verein den Meistertitel der Liga und sicherte sich somit die Teilnahme an der 1. Ringer-Bundesliga.
Nach mehreren Jahren in der 1. Bundesliga, zog der Verein seine Mannschaft im Jahr 2015 zurück. Anschließend kämpfte er sich erneut nach oben und tritt seit 2019 wieder in der 1. Ringer-Bundesliga an. Im Januar 2021 verkündete der Verein, dass seine Mannschaften fortan unter dem Namen Eagles Lichtenfels antreten.

## Bekannte Ringer
- Hannes Wagner
- Horst Bergmann
- Florian Blüchel